# Jaime Alguersuari
Jaime Víctor Alguersuari Escudero [ˈxaime alɣerˈswaɾi] (* 23. März 1990 in Barcelona) ist ein ehemaliger spanischer Automobilrennfahrer und heutiger DJ. Er wurde 2008 britischer Formel-3-Meister. Er startete von 2009 bis 2011 für Toro Rosso in der Formel 1. 2014/15 trat er in der FIA-Formel-E-Meisterschaft an.

## Karriere
Alguersuari begann seine Motorsportkarriere 1998 im Kartsport, in dem er bis 2005 aktiv blieb. Er gewann die Copa Campeones Trophy Junior 2003 und 2004. 2004 gewann er die spanische Junioren-ICA-Meisterschaft und wurde in der europäischen Junioren-ICA-Meisterschaft Siebter. 2005 gewann er die spanische ICA-Kartmeisterschaft und wurde Vizemeister der asiatisch-pazifischen ICA-Kartmeisterschaft.
2005 begann Alguersuari seine Karriere im Formelsport. Er trat für Tomcat Racing in der italienischen Formel Renault 1.6 an und wurde Dritter im Gesamtklassement. Mit 160 zu 268 Punkten unterlag er dabei seinem Teamkollegen Pasquale Di Sabatino, der die Meisterschaft gewann. Außerdem absolvierte Alguersuari für Epsilon Euskadi zwei Rennen des Formel Renault 2.0 Eurocups als Gaststarter. 2006 wechselte er zu Cram Competition und ging in zwei Meisterschaften an den Start. Im Formel Renault 2.0 Eurocup war ein zweiter Platz sein bestes Ergebnis und er wurde Zwölfter in der Fahrerwertung. Er unterlag damit seinem Teamkollegen Edoardo Piscopo mit 24 zu 34 Punkten. In der italienischen Formel Renault wurde Alguersuari Zehnter mit einem dritten Platz als bestem Resultat, während seine Teamkollegen Piscopo und Adrian Zaugg die Plätze drei und zwei belegten. Am Ende des Jahres bestritt Alguersuari auch die Winterserie der italienischen Formel Renault. In dieser gewann er alle vier Rennen und entschied die Meisterschaft für sich. 2007 blieb Alguersuari in den beiden Rennserien und trat für Epsilon Red Bull an. Seine Teamkollegen waren Brendon Hartley und Mika Mäki. Während Hartley den Eurocup gewann, entschied Mäki die italienische Formel Renault für sich. Alguersuari wurde mit zwei zweiten Plätzen als besten Resultaten Fünfter im Formel Renault 2.0 Eurocup und mit drei Siegen Zweiter der italienischen Formel Renault.

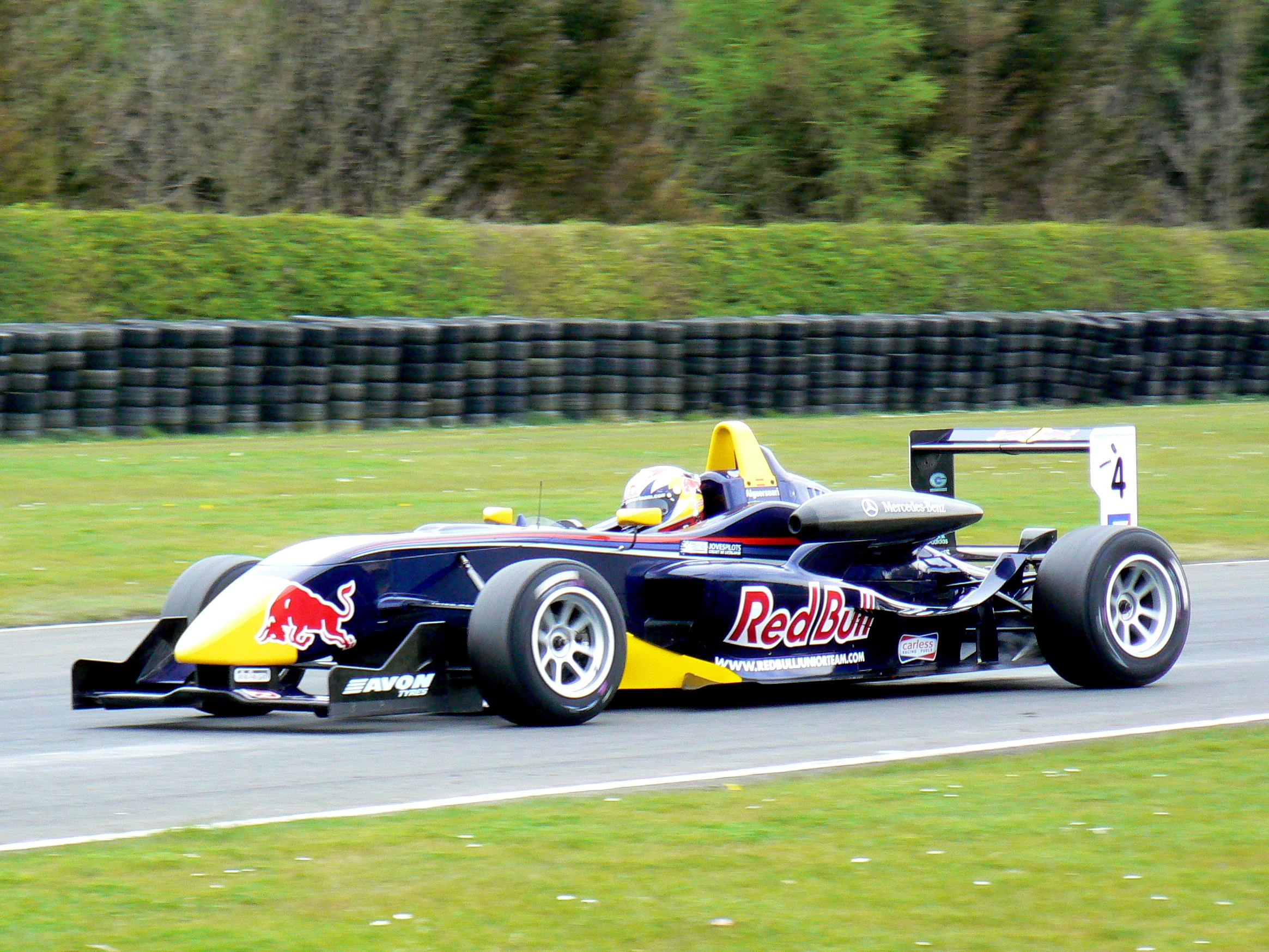
Alguersuari in der britischen Formel-3-Meisterschaft 2008

2008 erhielt Alguersuari bei Carlin ein Cockpit in der britischen Formel-3-Meisterschaft. Er gewann fünf Rennen und wurde jüngster Gesamtsieger. Dabei setzte er sich mit 251 Punkten gegen seine Teamkollegen Oliver Turvey (234 Punkte) und Hartley (208 Punkte) durch. Zudem bestritt Alguersuari für GTA Motor Competición acht Rennen der spanischen Formel 3, von denen er drei gewann. Außerdem nahm er für Red Bull Racing an Formel-1-Testfahrten teil.
2009 blieb Alguersuari bei Carlin. Zusammen mit Turvey wechselte er in die Formel Renault 3.5. Er gewann ein Rennen in Portimão und wurde zweimal Dritter. Mit einem Sieg belegte er am Saisonende den sechsten Platz der Gesamtwertung. Mit 88 zu 93 Punkten unterlag er Turvey intern knapp. Darüber hinaus gab Alguersuari 2009 sein Formel-1-Debüt. Nachdem er zuerst einer von drei Testfahrern von Red Bull Racing war, wurde er Mitte Juli als Ersatz für Sébastien Bourdais vom Red-Bull-Schwesterteam, der Scuderia Toro Rosso, verpflichtet. Mit seinem Start beim Großen Preis von Ungarn wurde Alguersuari zum jüngsten Starter bei einem Formel-1-Rennen. Er war bei seinem ersten Grand Prix 19 Jahre und 125 Tage alt. Bei acht Rennen schied er fünfmal aus. Ein 14. Platz war sein bestes Ergebnis. Er beendete die Saison auf dem 24. Gesamtrang.

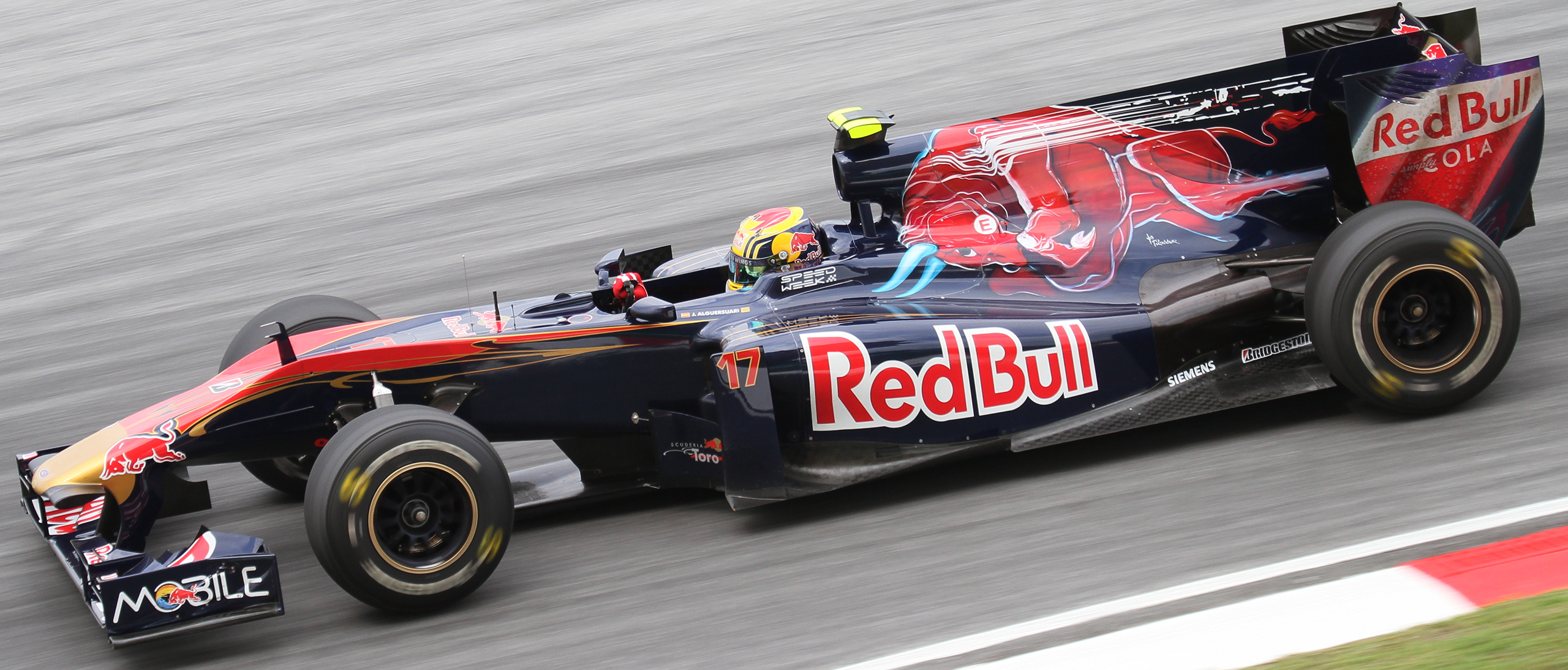
Beim Großen Preis von Malaysia 2010 erzielte Alguersuari seine ersten Punkte in der Formel 1

Für die Saison 2010 blieb Alguersuari bei Toro Rosso. Nachdem er beim zweiten Rennen in Australien lange Zeit Michael Schumacher hinter sich hielt und schließlich Elfter geworden war, holte er ein Rennen später beim Großen Preis von Malaysia als Neunter seine ersten Punkte. Im weiteren Verlauf der Saison erzielte er bei zwei weiteren Rennen Punkte. Er schloss die Fahrerwertung auf dem 19. Platz ab. Mit fünf zu acht Punkten unterlag er intern Sébastien Buemi.
2011 gingen Alguersuari und Buemi abermals für Toro Rosso an den Start. Nach sechs punktelosen Rennen folgten bei den Großen Preisen von Kanada und Europa mit zwei achten Plätzen seine ersten Punkte. Beim Großen Preis von Italien erzielte er mit einem siebten Platz seine beste Platzierung in der Formel 1, die er beim Großen Preis von Korea wiederholte. Teamintern setzte er sich mit 26 zu 15 Punkten gegen Buemi durch und verbesserte sich auf den 14. Platz in der Weltmeisterschaft. Nach der Saison entschied sich Toro Rosso dazu, das Fahrerduo zur kommenden Saison auszutauschen. Aus Loyalität zu seinem langjährigen Förderer Red Bull hatte Alguersuari zuvor Verhandlungen mit anderen Rennställen abgelehnt.
2012 übernahm Alguersuari die Aufgabe des Testfahrers beim Reifenhersteller Pirelli. Er übte diese Position auch 2013 aus. Im Formelsport absolvierte er in beiden Jahren keine Rennen. Stattdessen nahm Alguersuari an Kartrennen teil. 2013 wurde er Neunter in der CIK-FIA-KZ-Kartweltmeisterschaft.
2014 ging Alguersuari wieder bei Rennen an den Start. Zunächst nahm er im GT-Sport für Rowe Racing an fünf von acht Veranstaltungen der ADAC GT Masters teil. Er wurde 29. in der Fahrerwertung. Darüber hinaus trat Alguersuari in der Saison 2014/15 für Virgin Racing in der neugegründeten FIA-Formel-E-Meisterschaft an. Im zweiten Rennen, dem Putrajaya ePrix, erzielte er mit einem neunten Platz seine erste Top-10- und Punkteplatzierung. Darüber hinaus erhielt er die Bonuspunkte für die schnellste Rennrunde. Nach dem vorletzten Rennen in Moskau verlor Alguersuari wegen Dehydratation und Ermüdung kurzzeitig das Bewusstsein. Infolgedessen wurde seine Rennlizenz vorübergehend ausgesetzt und er verzichtete aus Sicherheitsgründen auf einen Start beim London ePrix. In der Gesamtwertung erreichte er den 13. Gesamtrang. Zwei Monate nach dem Moskau ePrix gab Alguersuari bekannt, aus gesundheitlichen Gründen auf den Einsatz in der FIA-Formel-E-Meisterschaft 2015/16 verzichten zu müssen.
Am 1. Oktober 2015 gab Alguersuari sein Karriereende bekannt. Allerdings plante er 2021 ein Comeback im Motorsport.

## Persönliches
Alguersuari ist auch als DJ aktiv. Sein Künstlername ist Squire. Im September 2011 veröffentlichte er sein erstes Album mit dem Namen Organic Life.

## Statistik

### Karrierestationen
| - 1998–2005: Kartsport - 2005: Italienische Formel Renault 1.6 (Platz 3) - 2006: Formel Renault 2.0 Eurocup (Platz 12) - 2006: Italienische Formel Renault (Platz 10) - 2006: Italienische Formel Renault, Winterserie (Meister) | - 2007: Formel Renault 2.0 Eurocup (Platz 5) - 2007: Italienische Formel Renault (Platz 2) - 2008: Britische Formel 3 (Meister) - 2008: Spanische Formel 3 (Platz 7) - 2009: Formel 1 (Platz 24) | - 2009: Formel Renault 3.5 (Platz 6) - 2010: Formel 1 (Platz 19) - 2011: Formel 1 (Platz 14) - 2014: ADAC GT Masters (Platz 29) - 2015: Formel E (Platz 13) |

### Statistik in der Formel-1-Weltmeisterschaft
Diese Statistik umfasst alle Teilnahmen des Fahrers an der Formel-1-Weltmeisterschaft.

#### Gesamtübersicht
| Saison | Team                | Chassis         | Motor          | Rennen | Siege | Zweiter | Dritter | Poles | schn. Rennrunden | Punkte | WM-Pos. |
| ------ | ------------------- | --------------- | -------------- | ------ | ----- | ------- | ------- | ----- | ---------------- | ------ | ------- |
| 2009   | Scuderia Toro Rosso | Toro Rosso STR4 | Ferrari 2.4 V8 | 8      | –     | –       | –       | –     | –                | –      | 24.     |
| 2010   | Scuderia Toro Rosso | Toro Rosso STR5 | Ferrari 2.4 V8 | 19     | −     | −       | −       | −     | −                | 5      | 19.     |
| 2011   | Scuderia Toro Rosso | Toro Rosso STR6 | Ferrari 2.4 V8 | 19     | –     | –       | –       | –     | –                | 26     | 14.     |
| Gesamt | Gesamt              | Gesamt          | Gesamt         | 46     | –     | –       | –       | –     | –                | 31     |         |

#### Einzelergebnisse
| Saison | 1  | 2   | 3  | 4  | 5   | 6  | 7  | 8  | 9   | 10 | 11  | 12  | 13  | 14  | 15 | 16  | 17 | 18 | 19 |
| ------ | -- | --- | -- | -- | --- | -- | -- | -- | --- | -- | --- | --- | --- | --- | -- | --- | -- | -- | -- |
| 2009   |    |     |    |    |     |    |    |    |     |    |     |     |     |     |    |     |    |    |    |
|        |    |     |    |    |     |    |    |    | 15  | 16 | DNF | DNF | DNF | DNF | 14 | DNF |    |    |    |
| 2010   |    |     |    |    |     |    |    |    |     |    |     |     |     |     |    |     |    |    |    |
| 13     | 11 | 9   | 13 | 10 | 11  | 12 | 12 | 13 | DNF | 15 | DNF | 13  | 15  | 12  | 11 | 11  | 11 | 9  |    |
| 2011   |    |     |    |    |     |    |    |    |     |    |     |     |     |     |    |     |    |    |    |
| 11     | 14 | DNF | 16 | 16 | DNF | 8  | 8  | 10 | 12  | 10 | DNF | 7   | 21* | 15  | 7  | 8   | 15 | 11 |    |

| Legende  | Legende            | Legende                                                          |
| Farbe    | Abkürzung          | Bedeutung                                                        |
| -------- | ------------------ | ---------------------------------------------------------------- |
| Gold     | –                  | Sieg                                                             |
| Silber   | –                  | 2. Platz                                                         |
| Bronze   | –                  | 3. Platz                                                         |
| Grün     | –                  | Platzierung in den Punkten                                       |
| Blau     | –                  | Klassifiziert außerhalb der Punkteränge                          |
| Violett  | DNF                | Rennen nicht beendet (did not finish)                            |
| Violett  | NC                 | nicht klassifiziert (not classified)                             |
| Rot      | DNQ                | nicht qualifiziert (did not qualify)                             |
| Rot      | DNPQ               | in Vorqualifikation gescheitert (did not pre-qualify)            |
| Schwarz  | DSQ                | disqualifiziert (disqualified)                                   |
| Weiß     | DNS                | nicht am Start (did not start)                                   |
| Weiß     | WD                 | zurückgezogen (withdrawn)                                        |
| Hellblau | PO                 | nur am Training teilgenommen (practiced only)                    |
| Hellblau | TD                 | Freitags-Testfahrer (test driver)                                |
| ohne     | DNP                | nicht am Training teilgenommen (did not practice)                |
| ohne     | INJ                | verletzt oder krank (injured)                                    |
| ohne     | EX                 | ausgeschlossen (excluded)                                        |
| ohne     | DNA                | nicht erschienen (did not arrive)                                |
| ohne     | C                  | Rennen abgesagt (cancelled)                                      |
| ohne     | keine WM-Teilnahme |                                                                  |
| sonstige | P/fett             | Pole-Position                                                    |
| sonstige | 1/2/3/4/5/6/7/8    | Punktplatzierung im Sprint-/Qualifikationsrennen                 |
| sonstige | SR/kursiv          | Schnellste Rennrunde                                             |
| sonstige | *                  | nicht im Ziel, aufgrund der zurückgelegten Distanz aber gewertet |
| sonstige | ()                 | Streichresultate                                                 |
| sonstige | unterstrichen      | Führender in der Gesamtwertung                                   |

### Einzelergebnisse in der FIA-Formel-E-Meisterschaft
| Jahr    | Team          | 1   | 2   | 3   | 4   | 5   | 6   | 7   | 8   | 9   | 10  | 11  | Punkte | Rang |
| ------- | ------------- | --- | --- | --- | --- | --- | --- | --- | --- | --- | --- | --- | ------ | ---- |
| 2014/15 | Virgin Racing | BEI | PUT | PUN | BUE | MIA | LBH | MON | BER | MOS | LON | LON | 30     | 13.  |
| 2014/15 | Virgin Racing | 11  | 9   | 5   | 4   | 11  | 8   | DNF | 12  | 13  | INJ | INJ | 30     | 13.  |

| Legende                      | Legende       | Legende                                                                 |
| Farbe                        | Abkürzung     | Bedeutung                                                               |
| ---------------------------- | ------------- | ----------------------------------------------------------------------- |
| Gold                         | —             | Sieger                                                                  |
| Silber                       | —             | 2. Platz                                                                |
| Bronze                       | —             | 3. Platz                                                                |
| Grün                         | —             | Platzierung in den Punkten                                              |
| Blau                         | —             | Klassifiziert außerhalb der Punkteränge                                 |
| Violett                      | DNF           | Rennen nicht beendet                                                    |
| Violett                      | NC            | nicht klassifiziert                                                     |
| Rot                          | DNQ           | nicht qualifiziert                                                      |
| Schwarz                      | DSQ           | disqualifiziert                                                         |
| Weiß                         | DNS           | nicht am Start                                                          |
| Weiß                         | WD            | zurückgezogen                                                           |
| Weiß                         | C             | Rennen abgesagt                                                         |
| Blanko                       |               | nicht teilgenommen                                                      |
| Blanko                       | DNP           | gemeldet, aber nicht teilgenommen                                       |
| Blanko                       | INJ           | verletzt oder krank                                                     |
| Blanko                       | EX            | ausgeschlossen                                                          |
| sonstige Formate und Zeichen | P/fett        | Pole-Position                                                           |
| sonstige Formate und Zeichen | kursiv        | Schnellste Rennrunde (ab 2017/18: Schnellste Rennrunde der ersten Zehn) |
| sonstige Formate und Zeichen | unterstrichen | Führender in der Gesamtwertung                                          |
| sonstige Formate und Zeichen | °             | FanBoost                                                                |
| sonstige Formate und Zeichen | *             | nicht im Ziel, aufgrund der zurückgelegten Distanz aber gewertet        |
| sonstige Formate und Zeichen | ( )           | Streichresultat                                                         |